# 豆斑钩蛾属
豆斑钩蛾属（学名：Auzata）是鱗翅目钩蛾科的一属。

## 种
- 半豆斑钩蛾（Auzata semipavonaria）
- 闪豆斑钩蛾（Auzata amaryssa）
- 中华豆斑钩蛾（Auzata chinensis）
- 透豆斑钩蛾（Auzata semilucida）
- 短线豆斑钩蛾（Auzata superba）
- 净豆斑钩蛾（Auzata plana）
- 淺灰帶白鉤蛾（Auzata simpliciata）
- 六窗銀鉤蛾（Auzata minuta）